# Like-a-Fishhook Village (32ML2)
Like-a-Fishhook Village, North Dakota, var den sidste by af traditionelle jordhytter bygget af mandan- og hidatsa-indianerne i fællesskab og siden udvidet af tilflytterne fra arikara stammen.:3  Påbegyndt omkring 1845:32  og stukket i brand af siouxer i 1862:119  eksisterede byen til sidst i 1888, da indbyggerne spredtes over Fort Berthold Indian Reservation for at bo på deres private jorder.:135 
Da byen var størst, dækkede den et areal på op mod 7 hektarer med 25-30 hytter pr. hektar.:96 
Navnet skyldtes byens placering ved en påfaldende slyngning af Missouri River med form næsten som en fiskekrog.:32  Arkæologer har registreret pladsen ved dens navn samt trinomialet 32ML2.:3 
Resterne af byen har været gemt under vandet i det kunstigt skabte reservoir, Lake Sakakawea, siden 1954.:315 

## Byen grundlægges
Efter en dødbringende koppe-epidemi i 1837 tog arikaraerne mange af de tomme jordhytter i mandan byen Mitutanka ved handelsstationen Fort Clark i besiddelse. De fleste af de overlevende mandaner havde søgt tryghed og fællesskab lidt nordpå og bosat sig hos hidatsaerne i Big Hidatsa ved Knife River.:99 
Efterhånden var alt træet i nærheden af Big Hidatsa fældet, bl.a. brugt til brænde og reparation af jordhytterne.:100  Da indbyggerne samtidig oplevede en øget fjendtlig aktivitet fra sioux side besluttede stammerne at flytte op ad Missouri River for at bygge en ny by.:11  Det var i foråret 1844.:31 
Anført af lederne med hellige stammebundter fulgte resten af indbyggerne efter med familiens ejendele båret på ryggen eller pakket på travoiser trukket af hunde.:11  Omkring 80 km oppe ad Missouri River:6  tilbragte stammerne sommeren i tipier og klarede sig gennem vinteren i en vinterby.:32 
Under overopsyn af Black Mouth alders-selskaberne rejste Like-a-Fishhook Village sig i løbet af 1845 på et let hævet prærieområde tæt på floden og med skove i nærheden.:32 

## Byplanen
Anlagt i harmoni med mandanernes traditioner fik byen en stor ceremonihytte,:135  der vendte ud mod en central og åben, rund plads.:26  Høvdinge og andre folk af betydning opførte deres hytter i en ring på resten af det frie areal lige op til centerpladsen.:15  De sidste familier byggede deres jordhytter mere eller mindre symmetrisk fordelt indenfor bygrænsen. Denne blev skarpt markeret af en palisade med skydeskår:354  samt to bastioner,:8  der beskyttede indbyggerne mod angreb fra fjendtlige stammer.:10  En port i både nordre og søndre del af palisaden gav adgang til byen.:352 
Byens døde ville blive anbragt på ligstilladser rejst på en plads omkring 800 meter:56  nordøst for den.:26 
Kvinderne i byen brød jorden til deres indhegnede haver til majs og andre afgrøder på de lavtliggende områder langs floden. Haverne, små og store, lå enkeltvist eller samlet i grupper og strakte sig med tiden i et flere kilometer langt bælte både vest og øst for Like-a-Fishhook Village.:18 

## Byen, indbyggerne og omegnen
Like-a-Fishhook Village var større end alle amerikanske byer i flere hundrede kilometers omkreds, da den stod færdig i 1845.:8  De knap 1000 indbyggere:337  var fordelt på cirka 80 jordhytter,:4  hvoraf kun en mindre del var mandanernes.:101 
Af byens fremstående hidatsaer kan nævnes den populære høvding Four Bears,:97  som indbyggerne begræd tabet af i 1861, da han blev dræbt af en sioux.:108  Desuden var der One Buffalo, der accepterede stammens valg af ham som leder af den første vinterby efter bygningen af Like-a-Fishhook Village.:32  Så var der Missouri River, som ejede det hellige og regnbringende Waterbuster bundt med kranierne af to tordenfugle, der var blevet født som mennesker.:11  Den senere høvding Poor Wolf var blandt de første Black Mouths i byen.:311  Mandanen Bobtail Bull og hans kone bragte det hellige Shell Robe bundt, der sikrede stammens krigere sejre på deres krigsekspeditioner,:308  med til Like-a-Fishhook Village efter oprindeligt at have bragt det med helt fra Mitutanka.:310 
Pelskompagniet American Fur Company etablerede handelsstationen Fort Berthold (I) blot 100 meter fra byens palisade samtidig med byens tilblivelse.:100  Kompagniets forskellige småkonkurrenter indrettede sig i Fort Atkinson på den modsatte side af byen i 1858. Fortet blev opkøbt af det dominerende pelskompagni i 1862 og omdøbt til Fort Berthold (II).:11 
Den første periode af byens eksistens lagde en hjuldamper til ved en anløbsplads i nærheden et par gange om året. Fra 1860 lagde bådene mere regelmæssigt til. De læssede traktat-garanteret gods af til stammerne, mens ansatte i handelsstationen eller repræsentanter for USA ankom til stedet eller tog afsked med det.:11 
Byen fik besøg af den schweiziske kunstner Rudolph F. Kurz i juli 1851. Han lavede skitser af indbyggerne og skrev om bylivet.:103-104  Han dokumenterede drabet på mandanen og ejeren af Shell Robe bundtet Bobtail Bull (se ovenfor) for sioux hånd og også mandanernes blodhævn et par dage senere på to kvinder fra sioux stammen.:105  En anden personlighed, der gæstede byen på forskellige tidspunkter, var jesuit-præsten Pierre-Jean De Smet.:115 

## De fordrevne arikaraer flytter ind
I 1851 tilsluttede mandanerne, hidatsaerne og arikaraerne sig den omfattende fredsaftale for store dele af den nordlige prærie vest og syd for Missouri River, Fort Laramie traktaten (1851). De tre stammers fælles traktat-område nord for Heart River omfattede ergo ikke mandanerne og hidatsaernes hovedby Like-a-Fishhook Village, der lå nord for floden.
Generet af lakotaer og andre siouxer og uden let adgang til en handelsstation mere (Fort Clark lukkede i 1860):107  forlod arikaraerne Mitutanka i 1861 efter at have levet der i 14 år. De påbegyndte Star Village på sydsiden af Missouri River i 1862, næsten lige overfor Like-a-Fishhook Village. Inden alle jordhytterne stod færdige udspillede der sig en kamp med besøgende siouxer, og arikaraerne opgav tanken om at kunne bo i fred for fjendtlige indianere i deres traktatområde. De krydsede Missouri River og udvidede Like-a-Fishhook Village med deres egen bydel nord for de to første stammer.:108 
Hvis ikke med det samme, så med tiden byggede arikaraerne deres egen rummelige ceremonihytte i tilknytning til en åben plads i deres del af byen.:10  De valgte et ubenyttet areal nord for bydelen til at begrave deres døde.:26 
I december 1862 angreb en gruppe siouxer handelsfolkene i det nye Fort Berthold tæt op ad den tomme indianerby. De brændte det gamle Fort Berthold, satte ild til flere af jordhytterne i Like-a-Fishhook Village:119  og stjal tilsyneladende også majs fra forrådsgruberne.:97 

## Forandringer i og omkring byen
Et kompagni af Sixth Iowa Cavalry var de første af flere soldater til at flytte ind i nogle barakker opført ved Like-a-Fishhook Village i 1864; byindianerne havde i årevis bedt den amerikanske hær om beskyttelse mod siouxerne.:114  I 1867 rykkede militærstyrken hen i det nybyggede Fort Stevenson på samme bred som Like-a-Fishhook Village, men ca. 30 kilometer østpå. De indfødte mindedes de tre år med uniformerede naboer lige udenfor byporten med blandede følelser. Fremover ville en kurer fra Like-a-Fishhook Village ride til Fort Stevenson, når lakotaerne eller andre siouxer udførte et af deres tilbagevendende angreb, skønt forstærkningen sjældent kom frem i tide.:115 
Fra vinteren 1865 var byen uden en palisade, da stolperne blev hugget om til brændestykker.:10 
Omkring 1866 opgav byindianerne deres tradition med at flytte hen i en vinterby.:6  Like-a-Fishhook Village stod dog ikke fuldt beboet året rundt, idet mange familier drog på langvarige jagtture om vinteren, hvor de levede i tipier.:7 
Begravelsespladsen nordøst for byen forandrede sig. Påvirket af enten arikaraerne eller de hvide gik mandanerne og hidatsaerne mere og mere over til at lave grave og ikke rejse ligstilladser på pladsen.:9 
Byen fik en anden befolkningsprofil og også aldersfordeling efter at flere unge mænd, især arikaraer, meldte sig i Fort Stevenson eller andre forter som spejdere i den amerikanske hær.:80  Samlet nåede knap 150 af byens arikaraer at gøre tjeneste i tiden 1868-1881.:12  På et tidspunkt før 1894:175  blev en ny begravelsesplads ved Like-a-Fishhook Village taget i brug, hvor især disse Army Indian Scouts blev begravet. Arikaraerne var dermed nogle af de allerførste oprindelige folk i USA til at ære deres veteraner i amerikansk tjeneste med en særlig begravelsesplads.:391 

## Like-a-Fishhook Village i 1870erne
Fort Berthold Indian Reservation blev en realitet i 1870. Af særlig betydning for indbyggerne i Like-a-Fishhook Village var USA's samtidige anerkendelse af deres ret til områder nord for Missouri River, så byen indgik i reservatet.:112 
Byens indbyggertal faldt med ca. 150, også omkring 1870. Hidatsaerne under Crow Flies High og Bobtail Bull drog i frivilligt exil ved at forlade både byen og reservatet for at bygge en ny by af træhytter lidt over to kilometer fra militærstationen Fort Buford, ca. 160 kilometer vestpå. (De håbede tilsyneladende at kunne skræmme siouxerne fra at prøve at udrydde deres lille by ved at anlægge den så tæt på et fort med amerikanske soldater).:139 
Efter en større kamp mod måske 300 siouxer i nærheden af Like-a-Fishhook Village i sommeren 1874,:39  gik byen en noget mere fredelig tid i møde.:131 
Missionær Charles L. Hall begyndte sit arbejde blandt Like-a-Fishhook Villages borgere i 1876 med varierende held.:127 

## Byen forlades
Over 100 arikara familier opgav deres gamle livsstil i byen i 1885 og rykkede 30 kilometer vestpå, hvor markredskaber og pløjede jorder ventede på dem. For at de ikke skulle fortryde, sørgede indianeragenten for, at familiernes gamle hjem i Like-a-Fishhook Village blev ødelagt. Næste år var stammens bydel forladt af alle.:135 
Hidatsa høvding Poor Wolf anførte sit folks afmarch fra byen.:135 
Mandan høvding Red Roan Calf og nogle få andre mandaner udgjorde hele byens befolkning i 1888.:135 

## Byen under vand
Inden vandet i den kunstigt skabte Lake Sakakawea oversvømmede pladsen med byen i 1954 registrerede arkæologer deres fund på stedet. I hvert fald kisterne med arikaraernes veteraner blev flyttet, inden vandet dækkede begravelsespladsen.:v 